# Hérault (flod)
Herault er en fransk flod, som udspringer i Les Cévennes i den sydlige del af Centralmassivet. Den løber mod sydvest og udmunder i Middelhavet syd for Montpellier.
Floden har givet navn til departementet Hérault.
44°06′55″N 3°33′00″Ø / 44.1153°N 3.55°Ø